# Westliche Hägerhofer Sägmühle
Die Westliche Hägerhofer Sägmühle (historisch Lochersmühle) ist eine abgegangene Sägemühle auf der Gemarkung von Althütte, einer Gemeinde im baden-württembergischen Rems-Murr-Kreis. Von dem Bauwerk haben sich nur geringe Reste erhalten.

## Lage
Die Sägemühle stand im tief eingeschnittenen Tal des Strümpfelbachs etwa 1,8 Kilometer südöstlich der Ortsmitte von Althütte und etwa 650 Meter südlich der ebenfalls abgegangenen Voggenhofer Sägmühle. Benannt ist die Mühle nach dem Hägerhof, einem etwa 600 Meter östlich liegenden Weiler.

## Geschichte
Die Mühle wurde wahrscheinlich im 17. Jahrhundert errichtet. Erstmals erwähnt wurde die Siedlung im Schorndorfer Landbuch von 1696. Es enthält Hinweise, dass die Mühle schon um 1666 vorhanden war. In dem Buch ist die Rede von einer Seegmühl, die Lochersmühl genannt, am Steinbach (...) zwischen den Wälden Maunzenacker und Schwarzengayren gelegen. Als Inhaber der Mühle wird ein Jakob Schwinger vom Hägerhof et Consorten genannt. An die Kellerei Schorndorf hatte die Mühle jährlich 1 Pfund Heller und vier Schillinge zinsen und weitere 12 Schilinge Weglöse und Handgeld zahlen. 
Es ist unklar, wann die Siedlung aufgegeben wurde. Zur Zeit der ersten Württembergischen Landesvermessung (um 1830) war die Mühle schon nicht mehr vorhanden. Im Gelände ist der Standort der Mühle auf einer Sandsteinstufe noch erkennbar.